# Гурулёв, Андрей Викторович
Андре́й Ви́кторович Гурулёв (род. 16 октября 1967, Москва) — российский военачальник, политический и государственный деятель. Депутат Государственной Думы Федерального собрания Российской Федерации VIII созыва от партии «Единая Россия» с 12 октября 2021 года. Член комиссии Государственной Думы по рассмотрению расходов федерального бюджета, направленных на обеспечение национальной обороны, национальной безопасности и правоохранительной деятельности. Член комитета Государственной Думы по обороне. Переведён в комитет по региональной политике и местному самоуправлению (11 февраля 2025 года). 
Заместитель председателя Правительства Забайкальского края (18 февраля 2019 — 28 сентября 2021). Командующий 58-й общевойсковой армией (январь 2012 — август 2016). Заместитель командующего войсками Южного военного округа (август 2016 — январь 2019), генерал-лейтенант запаса.
Известен одиозными высказываниями и заявлениями.
Из-за нарушения территориальной целостности Украины во время российско-украинской войны находится под персональными международными санкциями всех стран Евросоюза, Великобритании, США, Канады, Швейцарии, Австралии, Японии, Украины, Новой Зеландии.

## Биография
Родился 16 октября 1967 года в Москве в семье потомственных военных. Отец — Виктор Васильевич Гурулёв (07.08.1941—20.12.2024), генерал-лейтенант, бывший заместитель командующего войсками Приволжско-Уральского военного округа. Мать — Валентина Григорьевна Гурулёва (родилась в Александрове 4 июля 1947 года в семье военнослужащих).
Детство провёл в Чите. В 1974 году пошёл в первый класс школы № 1 в Чите. Учился в этой школе с первого по третий класс. Окончил музыкальную школу по классу фортепиано.
В августе 1984 года поступил в Московское высшее общевойсковое командное училище имени Верховного Совета РСФСР, окончил его в 1988 году. По окончании училища вступил в Коммунистическую партию Советского Союза.

### Военная служба
В июле 1988 года начал службу в Куйбышеве в 469-м окружном учебном центре в качестве командира взвода учебно-боевого вооружения и техники.
С июня 1991 по август 1994 года служил в Западной группе войск (Германия).
С 1994 по 1998 год служил в Самаре, был командиром батальона.
В июле 1998 года поступил в Военную академию имени М. В. Фрунзе. В 1999 году во время учёбы был командирован для выполнения боевых задач в Чеченской Республике.
На выборах в Государственную думу в 1999 году вошёл в движение «В поддержку армии», оно не преодолело 5 % барьер, набрав 0,56 %. В 2000 году окончил академию и получил назначение в Читинскую область. С июня 2000 по июнь 2001 года — начальник штаба 382-го мотострелкового полка в посёлке Даурия Читинской области, на границе с Монголией и Китаем.
С июня 2001 по июнь 2002 года — начальник штаба 272-го мотострелкового полка в городе Борзя Читинской области. С июня 2002 года — командир этого полка. В 2002 году имел звание полковника.
С декабря 2003 по март 2006 года — начальник штаба 131-й дивизии в посёлке Ясная Читинской области. В декабре 2005 года командующий войсками СибВО генерал армии Николай Макаров заявлял, что начальник штаба дивизии подполковник Андрей Гурулев планировался к назначению командиром дивизии.
С марта 2006 по июнь 2008 года — командир 5-й гвардейской танковой дивизии в Кяхте в Бурятии. В декабре 2006 года командир дивизии полковник Гурулёв руководил тактическим учением с боевой стрельбой гвардейского танкового полка Сибирского военного округа, полностью укомплектованного военнослужащими контрактной службы. Воинская часть входила в состав приграничной общевойсковой армией под командованием генерал-лейтенанта Владимира Чиркина.
В 2007 году указом Президента РФ присвоено воинское звание генерал-майор.
В 2008 году поступил на учёбу в Военную академию Генерального штаба Вооружённых Сил РФ
В 2010 году окончил академию и был назначен в том же году начальником штаба 58-й армии Южного военного округа. Управление расположено во Владикавказе республики Северная Осетия-Алания.
В январе 2012 года назначен командующим 58-й армией Южного военного округа.
В апреле 2014 года руководил командно-штабными учениями мотострелковой бригады Южного военного округа, которые проводились в район полигона «Гвардеец» в Шалинском районе Чечни.
По словам Гурулёва, в 2014 году участвовал в войне в Донбассе, в том числе координировал действия ЧВК «Вагнер».
«Еще в 2014-м, когда ЧВК «Вагнер» только создавалась, первое их боевое применение было в зоне моей ответственности, в том числе под моим руководством. Не могу раскрыть деталей. Первый бой не очень удачный, второй — более удачный, они сделали свое, был минимум потерь — четверо в первом, шестеро во втором бою. Их тогда всего было 150 человек».
13 декабря 2014 года указом президента России Владимира Путин от № 764 А. В. Гурулёву присвоено воинское звание генерал-лейтенант.
18 августа 2016 года генерал-лейтенант Андрей Гурулев был назначен на должность заместителя командующего войсками Южного военного округа. Месяцем ранее, в июле 2016 года, исполняющим обязанности командующего войсками Южного военного округа стал генерал-полковник Александр Дворников, руководивший российской операцией в Сирии. С августа 2016 по январь 2019 года — заместитель командующего войсками Южного военного округа.
Принимал участие в сирийской кампании. В январе 2019 года уволен в запас по собственному желанию.

### Правительство Забайкальского края
18 февраля 2019 года врио губернатора Забайкальского края Александр Осипов назначил Андрея Гурулёва исполняющим обязанности заместителя председателя правительства Забайкальского края по вопросам гражданской обороны и ликвидации чрезвычайных ситуаций (ГО и ЧС).
В апреле 2019 года занимался ликвидацией последствий чрезвычайной ситуации, возникшей в результате природных пожаров. Курировал работу министерства природных ресурсов и департамента гражданской обороны и пожарной безопасности региона.
В сентябре 2019 года на досрочных выборах губернатора Забайкальского края Осипов был избран, вступил в должность и сформировал новое правительство. Все восемь его заместителей, в том числе и Гурулёв, сохранили должности. В апреле 2020 года их утвердило заксобрание края.
В 2020 году проходил обучение в Российской академии народного хозяйства и госслужбы.
В январе 2021 года заявил о планах баллотироваться в Госдуму 8 созыва на выборах в сентябре. 14 апреля 2021 года подал документы для участия в праймериз партии «Единая Россия» по 44-му Даурскому одномандатному округу, был зарегистрирован и в мае объявлен победителем — набрал 13 259 голосов.
В июне 2021 года на съезде «Единой России» в Москве был утверждён список кандидатов в Госдуму. Гурулёв был выдвинут в составе партийного списка в региональной группе № 1 (Забайкальский край, Камчатский край, Приморский край, Хабаровский край, Амурская область, Магаданская область, Сахалинская область, Еврейская автономная область, Чукотский автономный округ), где был четвёртым номером после полпреда президента в ДФО Юрия Трутнева, депутатов Госдумы Ирины Яровой и Виктора Пинского.
28 сентября 2021 года был освобождён от должности заместителя председателя правительства Забайкальского края в связи с переходом на работу в Государственную думу.

### Государственная дума
17—19 сентября 2021 года состоялись выборы в Государственную думу 8 созыва. Гурулёв баллотировался в составе списка партии «Единая Россия» в региональной группе № 1 (Забайкальский край, Камчатский край, Приморский край, Хабаровский край, Амурская область, Магаданская область, Сахалинская область, Еврейская автономная область, Чукотский автономный округ) по номером 4. По итогам голосования региональная группа № 1 списка кандидатов от «Единой России» получила 3 мандата. Однако Юрий Трутнев и Ирина Яровая отказались от мандатов и 24 сентября они были переданы Андрею Гурулёву и Максиму Иванову.
В Государственной думе 8 созыва во фракции «Единая Россия». Член комиссии по рассмотрению расходов федерального бюджета, направленных на обеспечение национальной обороны, национальной безопасности и правоохранительной деятельности. Член комитета по обороне. 
В феврале 2025 года принято решение о выводе Гурулёва из комитета по обороне и введении его в состав комитета по региональной политике и местному самоуправлению.

## Высказывания
24 июня 2022 года пригрозил бомбить Лондон и Нидерланды в случае новой мировой войны, так как по его мнению «угроза миру исходит от англосаксов». На фоне российского вторжения на Украину предлагал нанести удар по монументу «Родина-мать» в Киеве, создать в России Министерство информации и пропаганды, создать военно-полевые трибуналы и вернуть в обиход понятие «враг народа».
В октябре 2022 года Андрей Викторович рассказал о том, что из пунктов приёма личного состава пропало 1,5 миллиона комплектов военной формы, предназначенной для мобилизованных.
В январе 2023 года депутат Гурулёв Андрей Викторович поддержал выдвижение тех, кто участвует в «спецоперации» в составе подразделений частной военной компании (ЧВК) «Вагнер», в том числе и бывших заключённых. «Почему бывшие военные не станут хорошими политиками? Люди с широким кругозором, с хорошим образованием. Да, они были заключёнными по различным статьям, но они вызвались добровольцами защищать свою Родину», — сказал Гурулёв.
В октябре 2023 года депутат Государственной Думы Гурулёв в эфире государственного телеканала Россия-1 предложил уничтожить 20 % россиян, не поддерживающих президента России и проведение СВО, назвав россиян, не поддерживающих Путина, «гнилью», которая должна быть «если не изолирована, то хотя бы как-то уничтожена». «Новая газета» отметила, что Гурулёв призывает к убийству («уничтожению») приблизительно 29 миллионов россиян всех возрастов или 21 с лишним миллионов человек, если считать от числа избирателей, как отметила редакция, эти цифры сравнимы с потерями СССР в Великой Отечественной войне. Редакция «Новой газеты» обратилась к Генеральному прокурору и в другие правоохранительные органы с заявлением о привлечении к уголовной ответственности депутата Гурулёва за разжигание ненависти к неопределённому кругу лиц, грубейшего нарушения конституционного права граждан на личные убеждения, гарантированного 29-й статьей Основного закона РФ.
С октября 2023 года в телеграм-канале Гурулева начали появляться посты рекламного характера стоимостью около 10 тысяч рублей за штуку.
В октябре 2023 года открыто поддержал ХАМАС после её вторжения в Израиль.
В декабре 2023 года в эфире ток-шоу Владимира Соловьёва назвал «врагом» писателя Бориса Акунина и призывал его уничтожить: «его не должно быть на этом свете».

В январе 2024 года в своём Telegram-канале назвал россиян, не поддерживающих вторжение на Украину «мизерным процентом гнили», который нужно сослать на Колыму.
«Я понимаю, что физически это невозможно. У нас мораторий на смертную казнь, это не обсуждается. Но если человек целенаправленно идёт против государства... Мне говорят про ГУЛАГ, но я просто хочу, чтобы те, кто идёт против своей страны, сегодня радостно махали кайлом в районе Колымского тракта».
В апреле 2024 года появилась приписываемая Гурулёву аудиозапись, в которой предполагалась возможность прямой военной агрессии в адрес Казахстана.
В начале октября 2024 года в эфире канала «Царьград» предложил ввести налог на бездетность.

## Уголовное дело
10 июня 2013 года в отношении Гурулёва было возбуждено уголовное дело по обвинению в превышении должностных полномочий. По данным следствия, начальник штаба Южного военного округа генерал-майор Николай Переслегин в 2005 году договорился с полковником А. В. Гурулёвым, начальником штаба 131-й гвардейской мотострелковой Печенгской дивизии Сибирского военного округа, о незаконном откомандировании в своё распоряжение рядового и прапорщика. Оба отсутствовали 2 года в расположении части, а А. В. Гурулёв издавал не соответствующие действительности приказы об убытии обоих в отпуска и командировки и присвоения воинских званий. Согласно показаниям рядового и прапорщика, они занимались работой у Н. Переслегина, ремонтируя мебель в его служебной квартире, охраняя его частный дом в Тверской области и работая в фирме, возглавляемой его дочерью и зятем. Позже в отношении А. В. Гурулёва уголовное преследование было прекращено.

## Санкции
Из-за нарушения территориальной целостности и независимости Украины во время российско-украинской войны находится под персональными международными санкциями разных стран.
- С 23 февраля 2022 года был включен в санкционный список всех стран Европейского союза[50].
- С 24 февраля 2022 года находится в санкционном списке Канады «близких соратников режима» за признание независимости «так называемых республик в Донецке и Луганске»[50][51].
- С 25 февраля 2022 года находится под санкциями Швейцарии[50].
- С 26 февраля 2022 года находится под санкциями Австралии[50].
- С 11 марта 2022 года находится под санкциями Великобритании[52].
- С 24 марта 2022 года находится под санкциями США за «поддержку усилий Кремля по нарушению суверенитета и территориальной целостности Украины»[50][53].
- С 18 марта 2022 года находится под санкциями Новой Зеландии[50].
- С 12 апреля 2022 под персональными санкциями Японии[50].
- С 7 сентября 2022 года указом президента Украины находится под санкциями Украины за «действия и политику, которые подрывают территориальную целостность, суверенитет и независимость Украины и ещё больше дестабилизируют Украину»[54].

## Награды
- орден «За заслуги перед Отечеством» IV степени,
- орден Мужества,
- медалями ордена «За заслуги перед Отечеством» I и II степеней,
- другими медалями[55].

### Семья
Отец — Виктор Васильевич Гурулев (07.08.1941—20.12.2024), генерал-лейтенант .
Женат, имеет троих детей.
- Дочь — Гурулёва Евгения Андреевна, военнослужащая.
- Старший сын — Гурулёв Виктор Андреевич, ординатор Военно-медицинской академии.
- Младший сын — Гурулёв Василий Андреевич, в 2017 году учился в читинской школе[4][6][57].

## Доходы и имущество
За 2018 год задекларировал годовой доход 2,8 миллиона рублей, автомобиль Mercedes-Benz E250 CDI, снегоболотоход Stels ATV 600 Y Leopard и прицеп «Универсал Плюс» 8213 А5. Жене Гурулёва принадлежал автомобиль Audi Q5.
За 2021 год задекларировал годовой доход 6 646 719,57 рублей.